# Raceloma jansoni
Raceloma jansoni är en skalbaggsart som beskrevs av William Lucas Distant 1897. Raceloma jansoni ingår i släktet Raceloma och familjen Cetoniidae. Utöver nominatformen finns också underarten R. j. stobbiai.